# Hydaticus fijiensis
Hydaticus fijiensis is een keversoort uit de familie waterroofkevers (Dytiscidae). De wetenschappelijke naam van de soort is voor het eerst geldig gepubliceerd in 1899 door Régimbart.